# Tracy Chamoun
Tracy Chamoun es una escritora y política libanesa nacida en 1962. Es una de los dos hijos de Dany Chamoun (1934 – 1990), antiguo líder del Partido Nacional Liberal de Libanó y la nieta del antiguo presidente Camille Chamoun.
Con su fundación Dany Chamoun, quiere perpetuar la acción política de su padre asesinado, en su autobiografía, Au Nom du Père (En el nombre del padre) detalla sus experiencias dolorosas durante la guerra.
Tracy Chamoun renunció a las legislativas de su país de 2000.
- Datos: Q274071
- Multimedia: Tracy Chamoun / Q274071